# کیک اکلز

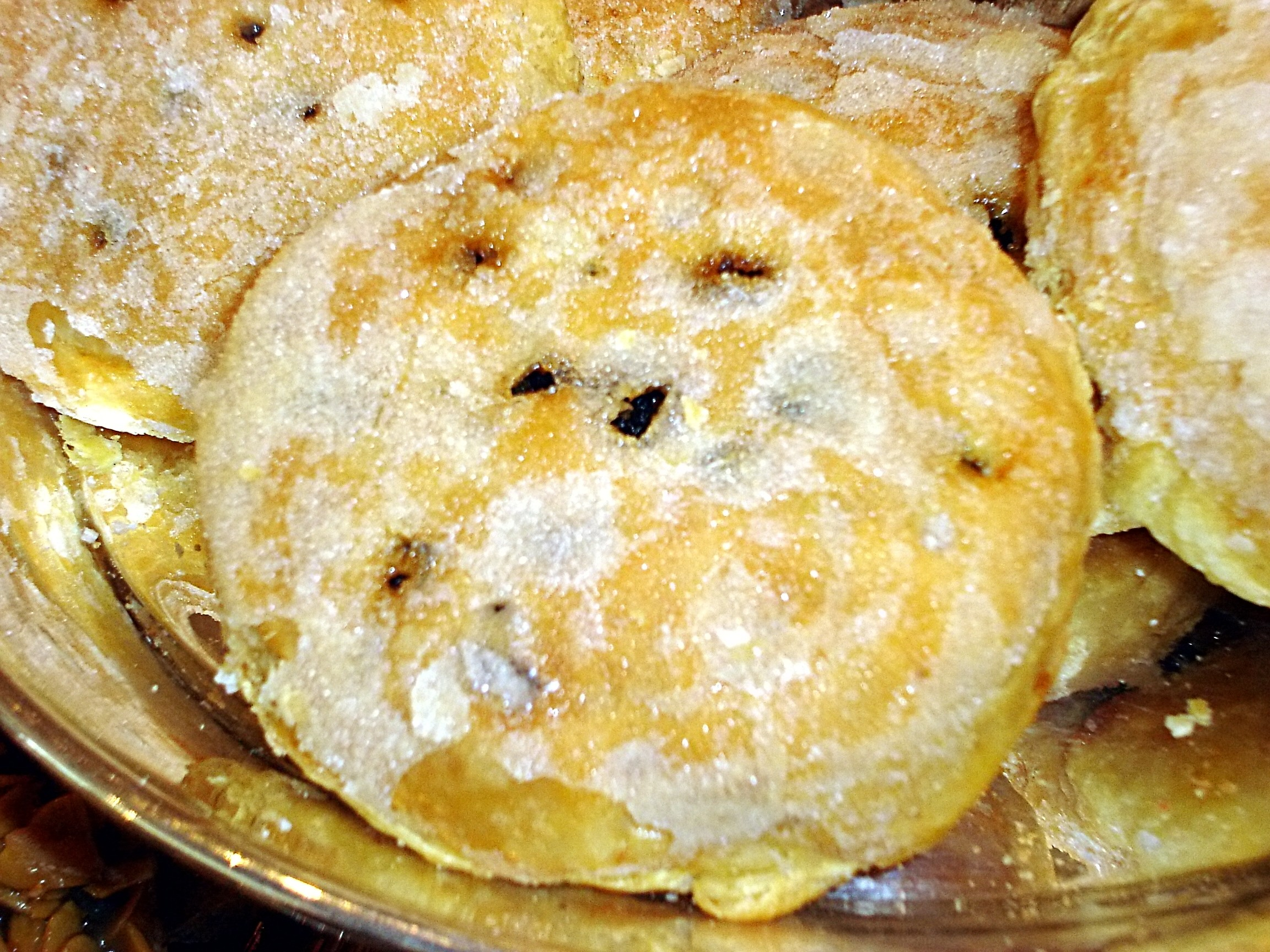
یک کیک اکلز تازه پخته‌شده

کیک اکلز (به انگلیسی: Eccles cake؛ تلفظ: /eklz keɪkˈ/) نوعی کیک کلوچه مانند کوچک انگلیسی است که حاوی کشمش یا دیگر میوه‌های خشک شده می‌باشد و نخستین بار در اکلز لانکاشایر (اینک منچستر بزرگ) تولید شده است.